# Exopause
Die Exopause ist der gedachte ‘Rand’ der Atmosphäre der Erde oder eines anderen planetaren Himmelskörpers. Nach einer Definition ist es die Kugelschale, außerhalb derer die Kraft auf neutrale Wasserstoffatome durch den Strahlungsdruck der Sonne größer ist als die gravitative Anziehung des Körpers. Bereits in der unterhalb liegenden Exosphäre bewegen sich die Atome auf ballistischen Bahnen, da Stöße sehr selten sind.
Die genaue Grenze zwischen der Exosphäre und der Exopause ist nicht gut bekannt. Hier sind komplexe analytische und numerische Modellierungen nötig. Die Charakterisierung von Exoplaneten gibt der Forschung einen neuen Schub. Aufgrund aktueller Berechnungen geht man davon aus, dass die Exopause der Erde etwa 36 Erdradien von der Erde entfernt liegt. Umgerechnet entspricht diese Distanz eine Höhe von etwa 223 000 km über der Erdoberfläche oder ca. 58 % der mittleren Entfernung zum Mond.